# 谷嶋喬四郎
谷嶋 喬四郎（やじま きょうしろう、1929年12月11日 - ）は、日本の社会学者、社会思想史専攻、東京大学名誉教授。

## 来歴
東京生まれ。1953年東京大学文学部倫理学科卒。同年同助手、1959年東海大学助教授、1963年東京大学教養学部助教授（社会思想史）、1971年教授、1990年定年退官、名誉教授。桜美林大学教授。この間、ウィーン大学、ハイデルベルク大学客員教授。東大倫理学科の同期には評論家の俵孝太郎、東北大学教授の上妻精、思想の科学研究会会長代行の後藤宏行、山口大学教授の山田洸がいる。

## 著書
単著
- 弁証法の社会思想史的考察 ヘーゲル・マルクス・ウェーバー 東京大学出版会 1972

編著
- 近代思想の展開 勁草書房 1983

翻訳
- 社会科学の未来像 J・A・シュムペーター 講談社学術文庫 1980